# Festival Internacional de Cinema de Sant Sebastià 1957
La 5a edició del Festival Internacional de Cinema de Sant Sebastià va tenir lloc entre el 21 i el 28 de juliol de 1957. Es va inaugurar el 21 de juliol al Victoria Eugenia Antzokia amb la presència de les actors Marion Mitchel, Karolin Karol, Lina Rosales, Silvia Morgan, Bandana Dasgupta i Rafael Calvo, entre d'altres. Es van projectar la pel·lícula neerlandesa De Vliegende Hollander de Gerard Rutten i l'estatunidenca A kiss before dying de Gerd Oswald. El dia 23 visitaren el festival Analía Gadé, Germán Cobos, Juan Carlos Thorry i el director general de Cinematografia de França, Jacques Flaud. El dia 25 una delegació mexicana visità el festival i es van estrenar les pel·lícules Hèroes del aire i La ciudad de los niños. La crítica cinematogràfica del diari ABC, però, es queixava de la manca de pel·lícules de qualitat.
En aquesta edició el Festival va gaudir per primera vegada de la màxima categoria (A) de la FIAPF, categoria que ja no abandonaria, excepte les excepcions de 1963 i entre 1980 i 1984. En aquesta edició es van concedir, així doncs, premis oficials, i per primera vegada es va concedir la Conquilla d'Or.

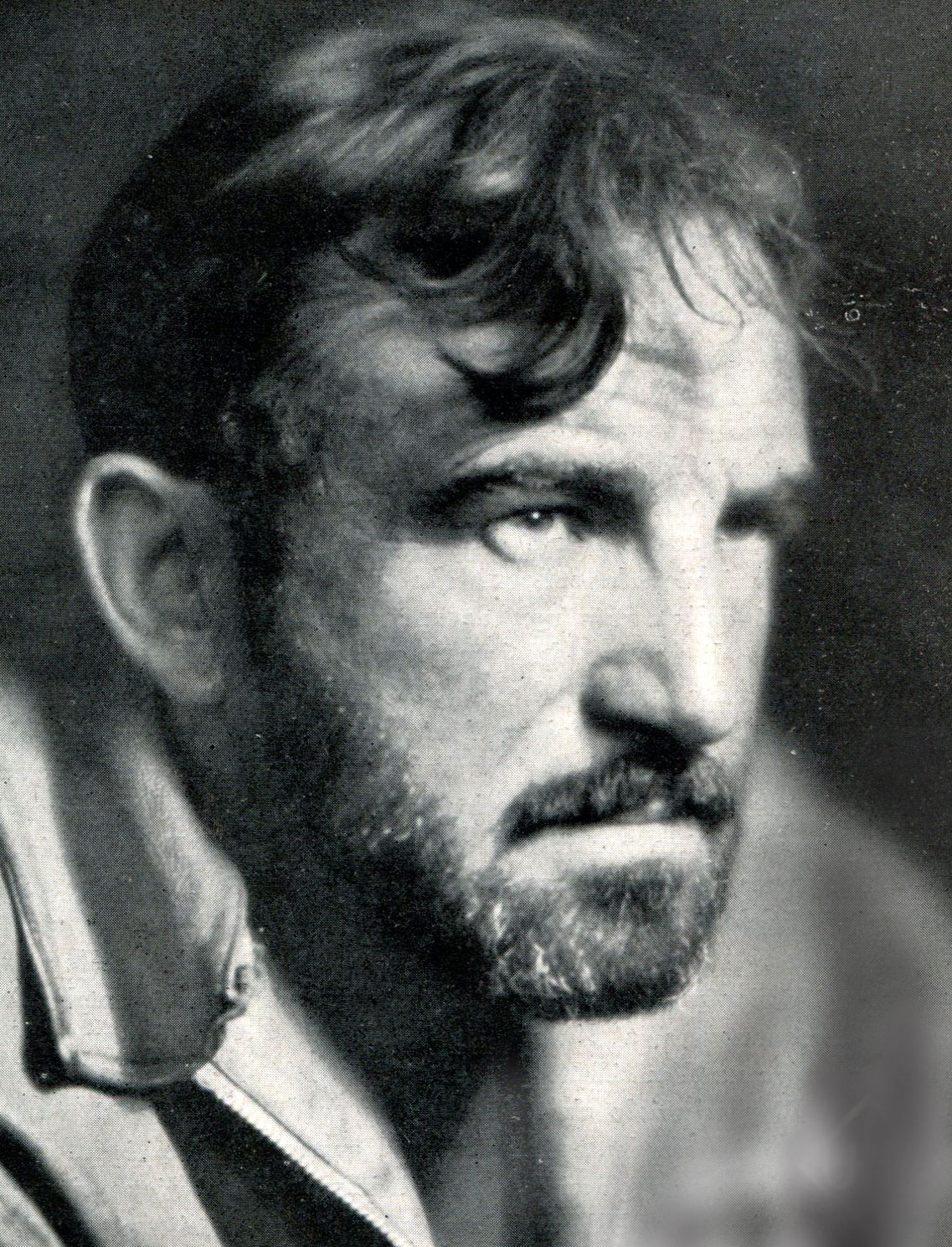
Charles Vanel, premi al millor actor

## Jurat oficial

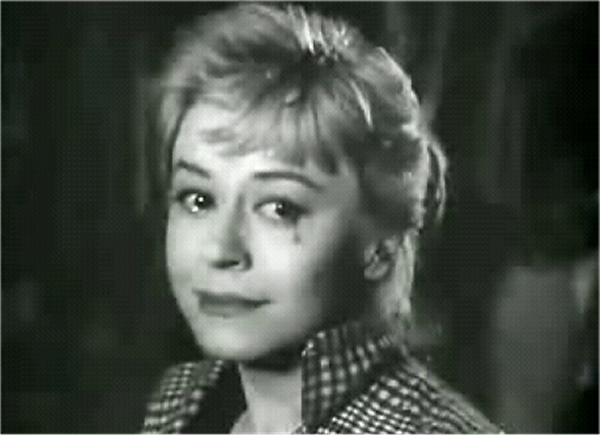
Giulietta Masina, a "Les nits de Cabiria"

- Juan Pagola Bireben
- Hans Borgelt
- Pietro Gadda Conti
- André Gillois
- Walter Starkie
- José Camón Aznar
- Antonio Cuevas
- José Luis Sáenz de Heredia
- Alfonso Sánchez

## Pel·lícules en competició
- Un petó abans de morir de Gerd Oswald [6]
- De Vliegende Hollander de Gerard Rutten
- Dědeček automobil d'Alfréd Radok
- Hèroes del aire de Ramón Torrado Estrada (fora de concurs)
- House of Secrets de Guy Green
- Ich suche Dich d'Otto Wilhelm Fischer
- L'oceano ci chiama de Giorgio Ferroni i Giovanni Roccardi
- La ciudad de los niños de Gilberto Martínez Solares
- La nonna Sabella de Dino Risi
- Le feu aux poudres de Henri Decoin
- Les nits de Cabiria de Federico Fellini (fora de concurs)
- Pablo y Carolina de Mauricio de la Serna (fora de concurs)
- Pasos de angustia de Clemente Pamplona Blasco
- SOS Noronha de Georges Rouquier

## Palmarès
- CONQUILLA D'OR: La nonna Sabella, de Dino Risi
- CONQUILLA D'OR (CURTMETRATGE): Costas del sur, de Manuel Hernández Sanjuán
- CONQUILLA DE PLATA: (Ex aequo) Dědeček automobil, d'Alfréd Radok  i Ich suche Dich, d'Otto Wilhelm Fischer
- CONQUILLA DE PLATA (CURTMETRATGE): Mundo ajeno, de Francisco del Villar
- PREMI ZULUETA D'INTERPRETACIÓ FEMENINA: Giulietta Masina, per Les nits de Cabiria, de Federico Fellini
- PREMI ZULUETA D'INTERPRETACIÓ MASCULINA: Charles Vanel, per Le feu aux poudres, de Henri Decoin